# Südliches Zwergmeerschweinchen
Das Südliche Zwergmeerschweinchen (Microcavia australis) ist eine Art der Zwergmeerschweinchen innerhalb der Familie der Meerschweinchen. Die Art kommt in drei Unterarten im nördlichen, westlichen und südlichen Argentinien sowie im benachbarten Chile vor. Dabei handelt es sich um die am besten bekannte und erforschte Art von drei bekannten Arten der Gattung, die die kleinsten Vertreter der Meerschweinchen enthält.

## Merkmale
Das Südliche Zwergmeerschweinchen erreicht eine Kopf-Rumpf-Länge von 17,0 bis 24,5 Zentimetern. Die Ohrlänge beträgt 14 bis 20 Millimeter und die Hinterfußlänge 35 bis 50 Millimeter, das Gewicht beträgt 140 bis 340 Gramm. Die Rückenfärbung ist olive-grau agoutifarben, die Bauchseite ist blassgrau und besitzt teilweise gelbliche Einwaschungen. Die Augen sind durch einen deutlichen weißen Augenring eingefasst.
Im Vergleich zu den beiden anderen Arten der Gattung, dem Nördlichen Zwergmeerschweinchen (Microcavia niata) und dem Shipton-Zwergmeerschweinchen (Microcavia shiptoni) sind die Zähne orthodont und nicht vorstehend (proodont).

## Verbreitung

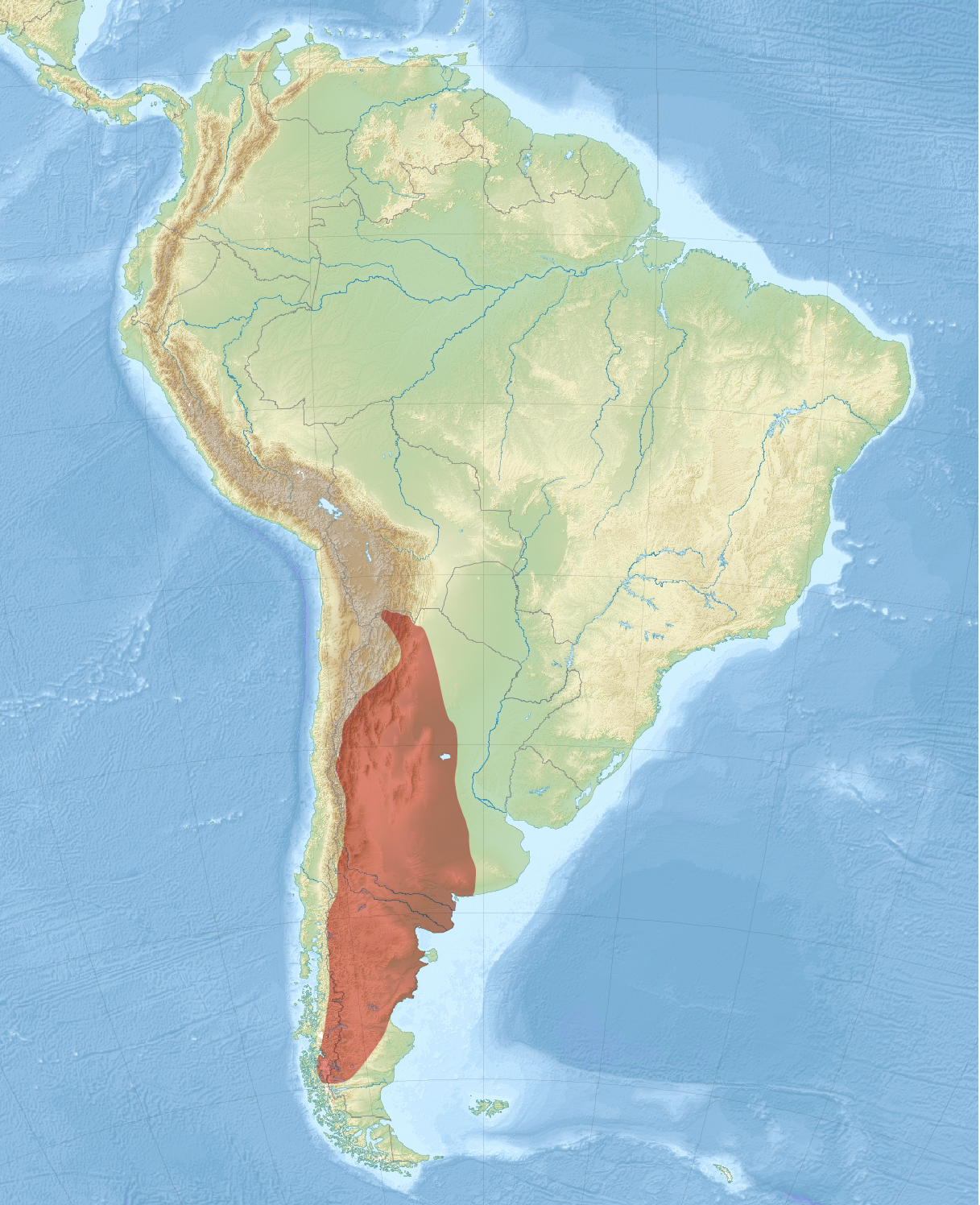
Verbreitungsgebiet des Südlichen Zwergmeerschweinchens

Es gibt drei anerkannte Unterarten des Südlichen Zwergmeerschweinchens, die vom nordwestlichen bis in das zentrale Argentinien sowie teilweise im benachbarten Chile vorkommen. Im benachbarten Bolivien ist die Art bislang nicht nachgewiesen.

## Lebensweise
Das Südliche Zwergmeerschweinchen kommt in halbtrockenen bis trockenen Habitaten in Talregionen und im Flachland vor. Sie leben in trockenem, sandigem Grasland und in Dornbuschgebieten bis in Waldgebiete entlang von Flüssen und Bachläufen. Dabei nutzen sie auch anthropogen beeinflusste Gebiete und landwirtschaftlich genutzte Flächen, Steinwälle und Mauern als Lebensräume. Häufig ist die Art mit Zwergsträuchern wie Larrea, Schinus fasciculatus und Condalia microphylla assoziiert, unter denen sie ihre Baue anlegen. Die Tiere sind herbivor und ernähren sich von oberirdischen Pflanzenteilen wie Blättern, Gräsern, Stängeln, Knospen, Trieben und auch Früchten. Zudem kauen sie auf Rinden. Zur Nahrungssuche klettern sie in Gebüsche und können von diesen auf den Boden springen. Sie sind tagsüber sowie über das gesamte Jahr aktiv.
Die Tiere kommen in ihrem Verbreitungsgebiet in Bestandsdichten von etwa 24 Individuen pro Hektar vor. Die Männchen bilden lineare Dominanzhierarchien innerhalb der Kolonien, die in ihrer Größe variieren und aus vier bis 38 Individuen bestehen, und verhalten sich gegen andere Männchen aggressiv. Die Territorien der Männchen sind etwa doppelt so groß wie die der Weibchen und haben eine durchschnittliche Größe von 0,75 Hektar, die Territorien der Männchen und Weibchen überlappen. Ihr Paarungssystem ist promiskuitiv bis polygyn. Die Weibchen bilden teilweise enge soziale Bindungen, sie verhalten sich gegenüber anderen Weibchen nicht aggressiv.
Die Fortpflanzungszeit ist variabel und abhängig von der Trockenheit im Lebensraum. In trockeneren Gebieten ist die Fortpflanzungszeit auf die feuchteren Monate verkürzt und dauert etwa sieben Monate, in feuchteren Gebieten kann sie neun Monate andauern. Die Hauptfortpflanzungsphase liegt vom August bis April mit einem Geburtenmaximum im September bis Oktober. Die Weibchen gebären pro Wurf durchschnittlich zwei bis drei Jungtiere, die Tragzeit beträgt etwa 55 bis 60 Tage; direkt nach der Geburt bekommen sie einen erneuten Eisprung und können erneut trächtig werden. Die Jungtiere haben bei der Geburt ein Gewicht von etwa 30 Gramm. Sie erreichen die Geschlechtsreife nach etwa 85 Tagen.

## Systematik

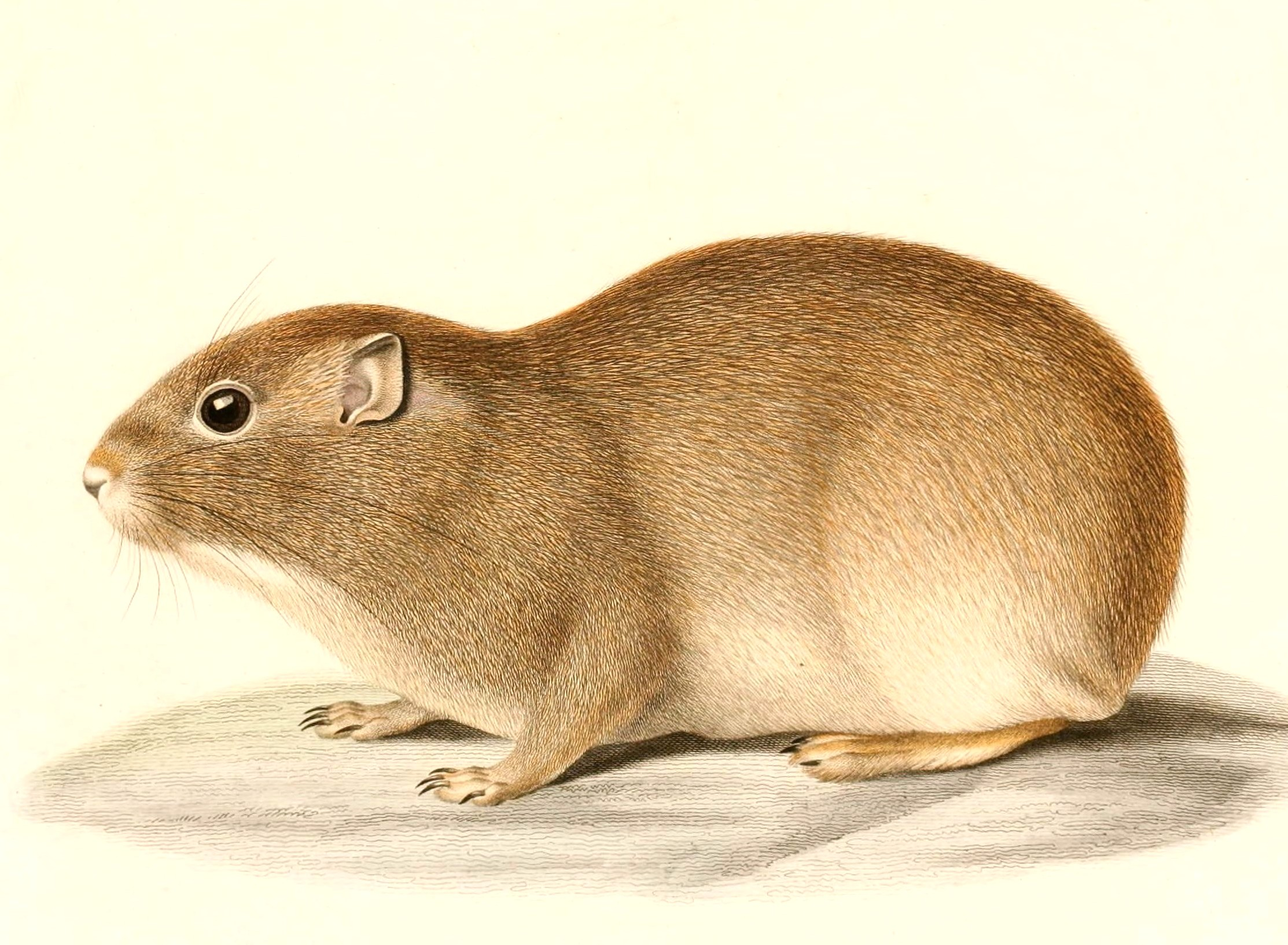
Südliches Zwergmeerschweinchen, Darstellung von 1847

Das Südliche Zwergmeerschweinchen wird als eigenständige Art innerhalb der Gattung der Zwergmeerschweinchen (Microcavia) eingeordnet, die aus drei anerkannten Arten besteht. Die wissenschaftliche Erstbeschreibung der Art stammt von den französischen Naturforschern Isidore Geoffroy Saint-Hilaire und Alcide Dessalines d’Orbigny aus dem Jahr 1833, die sie anhand von Individuen vom Unterlauf des Río Negro in Argentinien unter dem Namen Cavia australis beschrieben.
Innerhalb der Art werden mit der Nominatform drei Unterarten unterschieden:
- Microcavia australis australis I. Geoffroy Saint-Hilaire & d’Orbigny, 1833: Nominatform; die Unterart kommt im westlichen und südlichen Argentinien vom Südosten der Provinz San Juan und dem Süden von Buenos Aires im Norden bis zur Provinz Santa Cruz im Süden vor, zudem ist sie in der angrenzenden chilenischen Región de Aisén zu finden.

- Microcavia australis maenas Thomas, 1898: Die Unterart kommt im Nordwesten Argentiniens in den Bergregionen von Jujuy, Salta, Catamarca und La Rioja vor.
- Microcavia australis salinia Thomas, 1921: Die Unterart kommt ebenfalls im Nordwesten Argentiniens vor, sie lebt in den flacheren Regionen von Catamarca und La Rioja sowie zusätzlich im Südwesten von Santiago del Estero, dem Nordwesten von Córdoba und dem Norden von San Luis.

## Status, Bedrohung und Schutz
Das Südliche Zwergmeerschweinchen wird von der International Union for Conservation of Nature and Natural Resources (IUCN) als nicht gefährdet („least concern“) eingeordnet. Begründet wird dies mit der weiten Verbreitung der Art, der vermutlich großen Population und weil es unwahrscheinlich ist, dass die Bestände stark zurückgehen. In ihrem Verbreitungsgebiet gibt es keine größeren Bedrohungen für die Art, es wurde allerdings von mehreren lokalen Aussterbe-Ereignissen berichtet, die auf eine Überbesiedlung durch den Kleingrison (Galictis cuja) zurückzuführen sind.

## Belege
1. 1 2 3 4 5 6 7 8 9  Southern Mountain Cavy. In: T.E. Lacher jr: Family Cavidae In: Don E. Wilson, T.E. Lacher, Jr., Russell A. Mittermeier (Hrsg.): Handbook of the Mammals of the World: Lagomorphs and Rodents 1. (HMW, Band 6) Lynx Edicions, Barcelona 2016, S. 434–435, ISBN 978-84-941892-3-4.
2. 1 2 3 4 5  Microcavia australis in der Roten Liste gefährdeter Arten der IUCN 2019. Eingestellt von: N. Roach, 2016. Abgerufen am 27. September 2020.
3. 1 2 3  Microcavia australis. In: Don E. Wilson, DeeAnn M. Reeder (Hrsg.): Mammal Species of the World. A taxonomic and geographic Reference. 2 Bände. 3. Auflage. Johns Hopkins University Press, Baltimore MD 2005, ISBN 0-8018-8221-4.
4. ↑  Marcelo F. Tognelli,  Claudia M. Campos,  Ricardo A. Ojeda: Microcavia australis. Mammalian Species, Issue 648, 23. Januar 2001; S. 1–4. doi:10.2307/0.648.1.